# Svetlana Kriveliova
Svetlana Kriveliova   (Briansk, 13 de juny de 1969) és una atleta russa, ja retirada, especialista en llançament de pes.

## Biografia
Va néixer el 13 de juny de 1969 a la ciutat de Briansk, població situada a l'óblast de Briansk, que en aquells moments formava part de la República Socialista Federada Soviètica de Rússia (Unió Soviètica) i que avui dia forma part de Rússia.

## Carrera esportiva
Va participar, als 23 anys, en els Jocs Olímpics d'Estiu de 1992 celebrats a Barcelona (Catalunya), on aconseguí guanyar la medalla d'or en la competició femenina de llançament de pes en representació de l'Equip Unificat contra tot pronòstic al batre la favorita, la xinesa Huang Zhihong.
En els Jocs Olímpics d'Estiu de 1996 realitzats a Atlanta (Estats Units), i ja sota representació de Rússia, fou eliminada en la ronda de qualificació. Posteriorment participà en els Jocs Olímpics d'Estiu de 2000 realitzats a Sydney (Austràlia), on finalitzà quarta i guanyà així un diploma olímpic, i també en els Jocs Olímpics d'Estiu de 2004 realitzats a Atenes (Grècia), on també finalitzà quarta. La guanyadora del concurs, però, Irina Korzhanenko donà positiu en el control antidopatge, motiu pel qual Krivelyova fou guardonada finalment amb la medalla de bronze. Amb tot, posteriorment el COI va tornar a analitzar les mostres dels Jocs Olímpics de 2004 i va diagnosticar que Kriveliova havia donat positiu, per la qual cosa va perdre el seu tercer lloc. L'abril de 2013 va ser castigada amb dos anys sense poder competir.
Al llarg de la seva carrera ha guanyat quatre medalles en el Campionat del Món d'atletisme, una d'elles d'or; quatre medalles en el Campionat del Món d'atletisme en pista coberta, tres d'elles d'or; una medalla de bronze en el Campionat d'Europa d'atletisme i una medalla d'or en la Universíada. A nivell nacional guanyà un campionat soviètic i sis de Rússia a l'aire lliure i dos en pista coberta.